# 霍羅布伊夫卡
49°49′54″N 37°43′44″E / 49.83167°N 37.72889°E
霍羅布伊夫卡（烏克蘭語：Гороб'ївка）是位於烏克蘭東部的村莊，由哈爾科夫州庫皮揚斯克區的德沃里奇纳市镇負責管轄。該村始建於1799年，面積1.09平方公里，海拔高度90米，2001年人口263，人口密度每平方公里241.7人。